# Distrito de Mureș
Mureș es un distrito (județ) ubicado en la zona central de Rumanía, en la región de Transilvania. Su superficie es de 6.714 km² y su población es de 580.851 habitantes (en 2002), con una densidad de 86 hab/km². 
La ciudad capital del distrito es Târgu Mureș (149.577 hab).
La mayoría de la población es de origen rumano (53,3%), al tiempo que existe una importante comunidad húngara (39,3%) en este distrito. Mureș es el distrito rumano con el más grande porcentaje de gitanos del país: unos 7%.

## Distritos vecinos
- Distrito de Harghita por el este.
- Distritos de Alba y Cluj por el oeste.
- Distritos de Bistriţa-Năsăud y Suceava por el norte.
- Distritos de Sibiu y Braşov por el sur.

## Demografía
En el año 2002, la población del distrito ascendía a 580.851 habitantes, mientras que la densidad poblacional era de 86,5 hab/km².
- Rumanos - 53,26% (309.375 hab.)[1]
- Húngaros - 39,3% (228.275 hab.)
- Romaníes - 6,95% (40.425 hab.)
- Alemanes - 0,35% (2.045 hab.), y otros.

De acuerdo a la religión:
- Rumanos Ortodoxos - 53,3%
- Iglesias Reformadas - 27%
- Católicos - 9.5%
- Ateos, Irreligiosos - 0,5%

| Año  | Población del distrito |
| ---- | ---------------------- |
| 1948 | 461,403                |
| 1956 | 513,261                |
| 1966 | 561,598                |
| 1977 | 605,345                |
| 1992 | 610,053                |
| 2002 | 580,851                |

## Geografía
El distrito tiene una extensión territorial de 6.714 km².
La región noreste del distrito se caracteriza por los montes Calimani - Gurghiu y las colinas sub-Carpáticas, las cuales forman parte de los Cárpatos del orientales internos. El resto del distrito corresponde a la Meseta de Transilvania, y se caracteriza por sus anchos y profundos valles.
El río más importante de los que atraviesan el distrito es el Mureş. El Târnava Mare y el Târnava Mică, ambos afluentes del río Mureş, también cruzan el distrito en sus cursos desde los Cárpatos Orientales.

## Economía
Las principales industrias que se desarrollaron en Mureş incluyen:
- Industria maderera.
- Industria de alimentos.
- Industria textil.
- Industria de vidrios y cerámicos.
- Materiales de construcción.
- Instrumentos musicales (Reghin).

Los distritos de Mureş y de Sibiu producen en forma conjunta cerca del 50% del gas natural que se extrae en Rumania. También existen extracciones de sal en este distrito.

## Turismo
Los principales destinos turísticos de este distrito son:
- Las ciudad medieval de Sighişoara.
- La ciudad vieja de Târgu Mureş.
- Las Iglesias fortificadas de Transilvania.
- El Sovata Resort.
- Los Montes Calimani - Gurghiu.
- La ciudad de Reghin.